# Dia Internacional d'Acció per a la Salut de les Dones
El Dia Internacional d'Acció per a la Salut de les Dones és una efemèride internacional que se celebra el 28 de maig de cada any des del 1987. Aquesta data es proposà durant la V Trobada Internacional Dones i Salut a Costa Rica d'aquell mateix any per part de l'organització Xarxa de Salut de les Dones Llatinoamericanes i del Carib (Red de Salud de la Mujeres Latinoamericanas y del Caribe) (RSMLAC), i commemora tant les defensores de la salut de les dones com també les seves comunitats. RSMLAC es responsabilitza d'organitzar actes i coordinar accions, mentre que la Xarxa Mundial de Dones pels Drets Reproductius (Women's Global Network for Reproductive Rights) (WGNRR) coordina la xarxa global de difusió.

## Història
El 28 de maig de 1987, durant la reunió de les membres de Xarxa Mundial de Dones pels Drets Reproductiu al V Trobada Internacional Dones i Salut celebrat a Costa Rica, fou declarat el 28 de maig com a Dia Internacional d'Acció per a la Salut de les Dones. Iniciant-se llavors l'organització i divulgació d'activitats i accions arreu del món sobre la salut de les dones i les seves comunitats.
La primera crida a l'acció l'any 1987, fou una campanya plurianual per a la prevenció de la mortalitat en els parts i la morbiditat, proporcionant a les organitzacions femenines un major accés a informació que abans només estava disponible a través de revistes especialitzades. A més, la campanya va posar de manifest importants buits en les dades de recerca sobre la salut de la dona, que van derivar en reunions, seminaris i estudis de recerca més presencials. Paral·lelament, organismes internacionals com l'Organització Mundial de la Salut, l'Organització Panamericana de la Salut i el Banc Mundial van assumir el tema amb el lema "La maternitat segura", animant la inversió de fons per millorar els serveis i patrocinar seminaris, formació i programes de recerca.
Des de 1988 fins a 1996 l'eix temàtic d'actuació en l'àmbit de la salut de les dones va ser la prevenció de la morbimortalitat materna, ja que almenys mig milió de dones morien cada any per causes relatives a l'embaràs, el part, avortament insegur, entre altres raons.
L'any 1996, després de vuit anys de campanya, la Xarxa Mundial de Dones pels Drets Reproductius i la Xarxa de Salut de les Dones Llatinoamericanes i del Carib es van proposar avaluar i redefinir el seu enfocament per mostrar les noves realitats mundials i locals. A l'àmbit de Llatinoamèrica i el Carib, la RSMLAC ha coordinat la Campanya per l'Exercici dels Drets Sexuals i Drets Reproductius, amb la finalitat de:
- Defensar l'exercici d'aquests drets com a drets humans
- Exigir la seva incorporació en els programes i en les polítiques públiques dels Estats i demanar legislacions que garanteixin aquests drets per a totes les persones, sense cap mena de discriminació

## Reconeixement i reivindicacions
El Dia Internacional d'Acció per a la Salut de les Dones ha estat reconegut per diversos governs, diverses agències internacionals i diverses organitzacions de la societat civil, com per exemple el govern de Sud-àfrica l'any 1999. I tant LACWHN com WGNRR han mantingut la campanya mitjançant convocatòries d'acció col·laboratives anuals, centrades cada any en un tema particular relacionat amb la salut de les dones:
- Accés a una assistència sanitària de qualitat
- Feminització de la pobresa
- Accés a l'avortament legal i segur
- Responsabilitat del Govern en la priorització dels mercats sanitaris
- Reforma del sector sanitari i salut de la dona
- Dones i VIH/ IDA
- Acords comercials internacionals i accés a la dona a la salut
- La Violència masclista com a emergència sanitària global
- Drets i salut sexual i reproductiva dels joves
- Accés als anticonceptius